# 高以天
高以天，北京航空航天大学教授，主要从事航空航天器的宇宙射线环境、航空航天器推进系统中的火焰机理、液滴状系统等方面的研究，发表论文数数百篇，被中美俄德英等国学者引用千次。获得中国高等学校科学研究优秀成果二等奖等奖项，中国教育部第四批“长江学者”特聘教授。

## 生平
1982年获南开大学学士学位，1986年获纽约市立大学硕士，1988年、1991年分别获得加利福尼亚大学硕士、博士学位，后在密西根大学与费米国家实验室做博士后研究。
1993-1996年任兰州大学物理系教授，1996-2001年任北京航空航天大学理学院教授、博士生导师。曾担任费米国家实验室客座科学家、中国工程物理研究院计算物理国家级重点实验室客座教授、大邱天主教大學神學院客座教授。